# Campaea perlata
Campaea perlata, también conocida como pale beauty o belleza pálida es una especie de polilla de la familia Geometridae. Es también conocida como la "oruga con flecos", (en inglés) firnged looper, debido a la cantidad de vellos que presenta la oruga en sus costados. Es una especie nativa de América del Norte, y la única especie Campaea en el continente americano. Algunas fuentes también la denominan esmeralda clara, aunque puede confundirse con la polilla europea, Campaea margaritaria. Es común en toda su área de distribución.
El nombre "perlata" proviene del latín posclásico y significa "nacarado" o "brillante" al estilo de una perla.

## Descripción
Es una polilla de tamaño mediano con una envergadura promedio de aproximadamente 28 a 51 cm. La hembra suele ser mucho más grande que el macho. Su color va del verde pálido al blanco y, al igual que la Prochoerodes lineola, tiene una línea oscura que atraviesa las puntas de las alas a través del centro de ambas alas, con la adición de una segunda línea más cerca de la base en el ala delantera. Descansa con sus alas extendidas y planas, revelando casi todo su cuerpo. 
La oruga pertenece a la categoría de "gusanos medidores". Su andar es muy peculiar y se debe a que solo tienen apéndices en la parte delantera y trasera del cuerpo. Las patas y la antena delgada son blancas. Está muy bien camuflado, pareciendo un liquen sobre una roca.

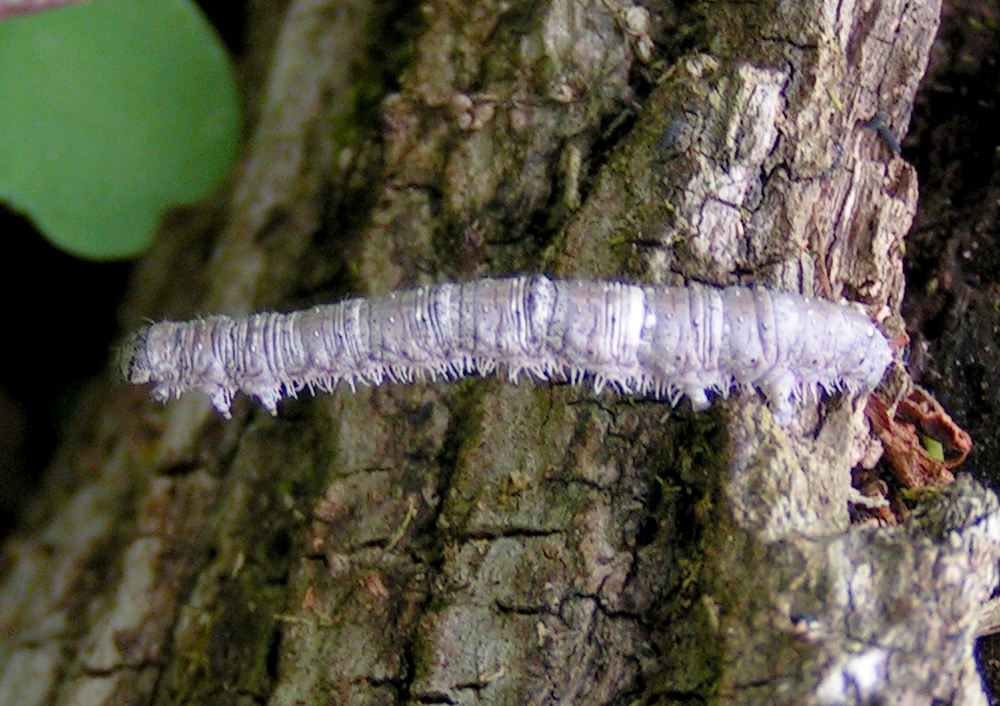
Oruga de C. perlata en Ontario.

Las orugas miden unos 4 cm de largo y presentan un color gris moteado a rojizo, con la parte inferior pálida y una banda oscura que va desde la parte superior de la cabeza hasta el ojo. Presentan una hilera de setas en forma de fleco en la parte inferior del cuerpo y un par adicional de propatas en el quinto segmento del abdomen (es decir, el octavo segmento del animal). Estos dos rasgos le identifican y distinguen entre otras orugas. Las orugas se asemejan mucho a ramitas sobre las que se posan y el fleco les sirve como camuflaje para eliminar las sombras.

## Distribución
C. perlata se encuentra en la mayor parte de Norteamérica, con preferencia a los bosques caducifolios, bosques y parques. Se encuentra en Canadá, llegando hasta Terranova y Labrador y al norte hasta el Yukón. En los Estados Unidos, su distribución se extiende al sur en hábitats boreales hasta el centro de California, Colorado y en el este hasta Carolina del Norte, en Alaska y tan al sur como Arizona, las montañas de Georgia y Arkansas, con algunos reportes en Florida.

## Hábitat y ecología

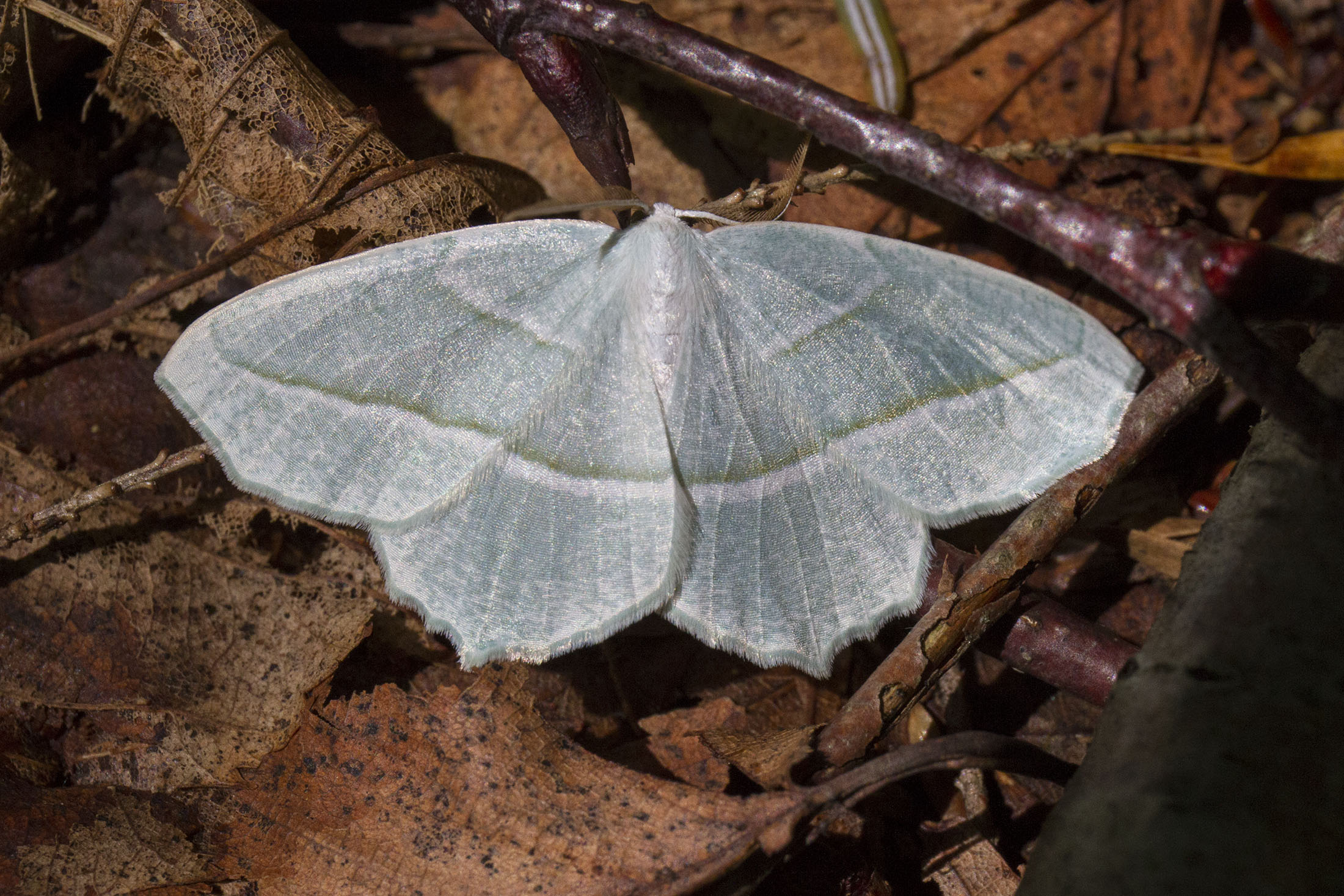
Polilla sobre la hojarasca del bosque.

Los adultos se pueden encontrar volando de mayo a septiembre, aunque puede variar según la región. Presenta dos generaciones al año: una generación invernante y otra que aparece en el verano. En el sur, los adultos son nocturnos y tienen un solo vuelo de mayo a agosto, mientras que en el Yukón son diurnos, tienen un solo vuelo desde mediados de julio hasta principios de agosto y en las tierras bajas de la costa de California es bivoltina, con vuelos desde finales de abril hasta julio y el nuevamente en septiembre y octubre.
En el extremo norte, puede tener solo una generación al año. Las orugas invernantes maduran entre mayo y junio, y las orugas de verano pueden madurar entre junio y septiembre. Cuando la larva alcanza su máximo desarrollo, pupa en un capullo verde claro. (Video de una oruga pálida mudando su piel para convertirse en pupa)
Las larvas poseen proteínas anticongelantes que les confieren una fuerte depresión del punto de congelación. Esto les permite sobrevivir a las bajas temperaturas invernales Puede invernar en troncos o ramas de árboles, sin buscar refugio de las condiciones invernales, de forma similar a su prima europea, la Campaea margaritata.
Un estudio demostró que la polilla tiene una preferencia de fondo fijada genéticamente y elige posarse en fondos claros para camuflarse. Sin embargo, la especie pasa el invierno en su etapa de oruga, probablemente expuesta a las ramitas, como hacen otras especies de su género, por lo que es probable que las larvas sean una fuente de alimento para los reyezuelo de moño dorado, pájaros cantores completamente insectívoros adaptados en encontrar orugas invernantes.

## Especies de plantas de la larva
Las larvas son polifagas se alimentan consumiendo unas 65 especies diferentes de arbustos y árboles.
- Aliso
- Ceniza
- madera de tilo
- Haya
- Abedul
- Arándano
- baya de búfalo de Canadá
- Cereza
- Abeto
- Olmo
- Cicuta
- Arce
- Roble
- Fotinia
- Pino
- Álamo
- Rosa
- Picea
- Alerce
- Sauce